# The Sound of Perseverance
The Sound of Perseverance е седми и последен студиен албум на американската дет метъл група Death. Издаден е на 15 септември 1998 г. от Nuclear Blast.

## Обща информация
Албумът е в стил по-близък изцяло до прогресив метъл, в сравнение с по-ранните творби на Death. Средната продължителност на песните в този албум е около шест минути. „Voice of the Soul“ е инструментална песен, която е с по-меки китари и почти без барабани. В интервю от март 1999 г., Чък Шулдинър казва, че акустичната китара е записана по време на сесиите от „Symbolic“ (1995). В албума има и кавър версия на „Painkiller“ от Judas Priest, при която Шулдинър опитва по-различни вокали в стилът на Роб Халфорд, а в края на песента той пее за първи път чисти вокали. Всички солота за този кавър са пренаписани.
На 15 февруари 2011 г. албумът е ремастриран и преиздаден от Relapse Records.

## Състав
- Чък Шулдинър – вокали и китара
- Шанън Хам – китара
- Скот Кленденин – бас
- Ричард Кристи – барабани

## Песни
| 1.    | Scavenger of Human Sorrow          | 6:56 |
| 2.    | Bite the Pain                      | 4:29 |
| 3.    | Spirit Crusher                     | 6:47 |
| 4.    | Story to Tell                      | 6:34 |
| 5.    | Flesh and the Power It Holds       | 8:26 |
| 6.    | Voice of the Soul (инструментал)   | 3:43 |
| 7.    | To Forgive Is to Suffer            | 5:55 |
| 8.    | A Moment of Clarity                | 7:25 |
| 9.    | Painkiller (кавър на Judas Priest) | 6:02 |
| 56:17 |                                    |      |